# Shaowo
Shaowo (kinesiska: 勺窝) är en köping i sydvästra Kina. Den ligger i Nayong härad i staden Bijie i provinsen Guizhou, omkring 140 kilometer väster om provinshuvudstaden Guiyang. Antalet invånare är 22524. Befolkningen består av 10 843 kvinnor och 11 681 män. Barn under 15 år utgör 30 %, vuxna 15-64 år 60 %, och äldre över 65 år 8,0 %.